# ハンター・ウッド
ハンター・ブレイク・ウッド（Hunter Blake Wood, 1993年8月12日 - ）は、アメリカ合衆国アーカンソー州ベントン郡ロジャース出身のプロ野球選手（投手）。右投右打。現在は、フリーエージェント。愛称はウッディ（Woody）。

## 経歴

### プロ入り前
2012年のMLBドラフト32巡目（全体991位）でボストン・レッドソックスから指名されたが、この時は入団せずにハワード・カレッジへ進学した。

### プロ入りとレイズ時代
2013年のMLBドラフト29巡目（全体878位）でタンパベイ・レイズから指名され、プロ入り。契約後、傘下のアパラチアンリーグのルーキー級プリンストン・レイズでプロデビュー。16試合（先発6試合）に登板して3勝3敗2セーブ、防御率3.80、59奪三振を記録した。
2014年はA-級ハドソンバレー・レネゲーズとA級ボーリンググリーン・ホットロッズでプレーし、2球団合計で19試合に先発登板して4勝4敗、防御率3.35、78奪三振を記録した。
2015年はA級ボーリンググリーンとA+級シャーロット・ストーンクラブズでプレーし、2球団合計で29試合（先発10試合）に登板して2勝7敗4セーブ、防御率2.20、113奪三振を記録した。オフにはアリゾナ・フォールリーグに参加し、メサ・ソーラーソックスに所属した。
2016年はA+級シャーロットとAA級モンゴメリー・ビスケッツでプレーし、2球団合計で21試合（先発18試合）に登板して9勝5敗、防御率2.39、105奪三振を記録した。オフの11月18日にルール・ファイブ・ドラフトでの流出を防ぐために40人枠入りした。
2017年は開幕をAA級モンゴメリーで迎え、AAA級ダーラム・ブルズを経て5月30日にメジャー初昇格を果たした。同日のテキサス・レンジャーズ戦でメジャーデビューし、打者1人を打ち取った。この年メジャーでの登板はこの1試合のみだった。なお、マイナーでは先の2球団合計で31試合（先発18試合）に登板して7勝5敗、防御率4.60、115奪三振を記録した。
2018年は7月からメジャーに定着し、リリーフとしてだけでなく、本来リリーフの投手が先発するいわゆるブルペン・デーの「オープナー」としても起用されている。この年メジャーでは29試合（先発8試合）に登板して1勝1敗、防御率3.73、42奪三振を記録した。

### インディアンス時代
2019年7月28日にルーベン・カーデナス、インターナショナル・ボーナス・プール（海外選手契約金枠）とのトレードで、クリスチャン・アローヨと共にクリーブランド・インディアンスへ移籍した。
2020年7月23日にDFAとなり、25日にマイナー契約となった。オフの11月4日にFAとなった。

### レンジャーズ時代
2021年1月19日にレンジャーズとマイナー契約を結び、スプリングトレーニングに招待選手として参加することになった。シーズンでは5月15日にメジャー契約を結んでアクティブ・ロースター入りした。

## 投球スタイル
平均94.3mph（約151.8km/h）のフォーシームが投球の約半分を占め、変化球ではスライダー、カーブ、チェンジアップを投げる。

## 詳細情報

### 年度別投手成績
| 年 度    | 球 団    | 登 板 | 先 発 | 完 投 | 完 封 | 無 四 球 | 勝 利 | 敗 戦 | セ 丨 ブ | ホ 丨 ル ド | 勝 率 | 打 者 | 投 球 回 | 被 安 打 | 被 本 塁 打 | 与 四 球 | 敬 遠 | 与 死 球 | 奪 三 振 | 暴 投 | ボ 丨 ク | 失 点 | 自 責 点 | 防 御 率 | W H I P |
| -------- | -------- | ----- | ----- | ----- | ----- | -------- | ----- | ----- | -------- | ----------- | ----- | ----- | -------- | -------- | ----------- | -------- | ----- | -------- | -------- | ----- | -------- | ----- | -------- | -------- | ------- |
| 2017     | TB       | 1     | 0     | 0     | 0     | 0        | 0     | 0     | 0        | 0           | ----  | 1     | 0.1      | 0        | 0           | 0        | 0     | 0        | 0        | 0     | 0        | 0     | 0        | 0.00     | 0.00    |
| 2018     | TB       | 29    | 8     | 0     | 0     | 0        | 1     | 1     | 0        | 5           | .500  | 179   | 41.0     | 42       | 4           | 18       | 1     | 0        | 42       | 0     | 1        | 17    | 17       | 3.73     | 1.46    |
| 2019     | TB       | 19    | 2     | 0     | 0     | 0        | 1     | 1     | 1        | 1           | .500  | 120   | 29.0     | 26       | 4           | 7        | 1     | 1        | 24       | 1     | 0        | 11    | 8        | 2.48     | 1.14    |
| 2019     | CLE      | 17    | 0     | 0     | 0     | 0        | 0     | 0     | 0        | 1           | ----  | 75    | 16.1     | 20       | 3           | 5        | 0     | 0        | 15       | 4     | 0        | 9     | 7        | 3.86     | 1.53    |
| '19計    | CLE      | 36    | 2     | 0     | 0     | 0        | 1     | 1     | 1        | 2           | .500  | 195   | 45.1     | 46       | 7           | 12       | 1     | 1        | 39       | 5     | 0        | 20    | 15       | 2.98     | 1.28    |
| 2021     | TEX      | 5     | 0     | 0     | 0     | 0        | 0     | 0     | 0        | 1           | ----  | 19    | 5.0      | 2        | 1           | 2        | 0     | 0        | 5        | 1     | 0        | 2     | 2        | 3.60     | 0.80    |
| MLB：4年 | MLB：4年 | 71    | 10    | 0     | 0     | 0        | 2     | 2     | 1        | 8           | .500  | 394   | 91.2     | 90       | 12          | 32       | 2     | 1        | 86       | 6     | 1        | 39    | 34       | 3.34     | 1.33    |

- 2021年度シーズン終了時

### 年度別守備成績
| 年 度 | 球 団 | 投手（P） | 投手（P） | 投手（P） | 投手（P） | 投手（P） | 投手（P） |
| 年 度 | 球 団 | 試 合     | 刺 殺     | 補 殺     | 失 策     | 併 殺     | 守 備 率  |
| ----- | ----- | --------- | --------- | --------- | --------- | --------- | --------- |
| 2017  | TB    | 1         | 0         | 0         | 0         | 0         | ----      |
| 2018  | TB    | 29        | 1         | 7         | 0         | 0         | 1.000     |
| 2019  | TB    | 19        | 0         | 0         | 0         | 0         | ----      |
| 2019  | CLE   | 17        | 2         | 2         | 0         | 0         | 1.000     |
| '19計 | CLE   | 36        | 2         | 2         | 0         | 0         | 1.000     |
| MLB   | MLB   | 66        | 3         | 9         | 0         | 0         | 1.000     |

- 2020年度シーズン終了時

### 背番号
- 54（2017年、2019年8月5日 - 同年終了）
- 61（2018年）
- 44（2019年 - 同年7月27日）
- 47（2021年 - ）